# غريتار ستينسون
غريتار ستينسون (مواليد 9 يناير 1982 في سيغلوفيورور - آيسلندا) لاعب كرة قدم آيسلندي يلعب حاليا لصالح نادي الدرجة الممتازة بولتون واندررز الإنجليزي منذ 2008 في مركز الظهير الأيمن .

## روابط خارجية
- غريتار ستينسون على موقع الاتحاد الدولي (مؤرشف)  (الإنجليزية)
- غريتار ستينسون على موقع اتحاد تركيا (لاعب) (الإنجليزية)
- غريتار ستينسون على موقع قاعدة بيانات كرة القدم.إي يو (الإنجليزية)
- غريتار ستينسون على موقع بيانات كرة القدم. دي إي (الألمانية)
- غريتار ستينسون على موقع ناشيونال فوتبول تيمز (الإنجليزية)
- غريتار ستينسون على موقع Soccerbase.com (لاعب) (الإنجليزية)
- غريتار ستينسون على موقع Soccerway.com (الإنجليزية)
- غريتار ستينسون على موقع عالم كرة القدم.نت (الإنجليزية)